# Isabela Luisa z Braganzy
Isabela Luisa Portugalská (6. ledna 1669, Lisabon – 2. října 1690, Lisabon) byla portugalská infantka a jediná dcera krále Petra II. Portugalského a jeho manželky Marie Františky Savojské. Byla domnělou dědičkou portugalského trůnu mezi lety 1668–1689 dokud se nenarodil její nevlastní bratr Jan.

## Životopis
Isabela Luisa přišla na svět 6. ledna 1669 v paláci Riberia jako první dcera Portugalského krále Petra II. a jeho ženy Marie Františky Isabely Savojské. Byla známa jako věčná nevěsta (a Sempre-Noiva).

### Plánované sňatky
Isabela Luisa byla až do roku 1689 jedinou dědičkou svého otce, a proto byla velice žádanou nevěstou.
Nejdříve byl v plánu její sňatek s Viktorem Amadeem II. Savojským vévodou. Tento plán nebyl realizován, protože by se Viktor Amadeus musel přesunout do Portugalska a v Savojsku by vládla jeho matka, což si Savojští nepřáli.
Dalším kandidátem byl Gian Gastone Medicejský, ale ani tento plán nevyšel.
Poté byl zvažován Dauphin Ludvík Francouzský a nakonec i jeho otec, ovdovělý Ludvík XIV., ani žádný z těchto plánů však nevyšel. Proto byla známá jako věčná nevěsta.

### Smrt
Isabela Luisa zemřela roku 1690 ve věku 21 let na neštovice a byla pohřbena v Královském Pantheonu Dynastie Braganzů.